# Publius Petronius Turpilianus
Publius Petronius Turpilianus ou Pétrone Turpilianus était un homme politique romain du Ier siècle.

## Biographie
En 61, il a été nommé consul ordinaire alors que l'autre consul était Lucius Caesennius Paetus, marié à la cousine germaine de Domitien Flavia Sabina, une fille de Titus Flavius Sabinus, frère du futur empereur Vespasien. Dans la seconde moitié de cette année consulaire, il a abandonné cette fonction et a été nommé gouverneur de la province romaine de Bretagne (sur l'île de Grande-Bretagne), en remplacement de Caius Suetonius Paulinus qui avait été démis de ses fonctions à la suite de la rébellion de la reine Boadicée. Contrairement aux mesures punitives de Suétonius, Pétrone se montre conciliant, et a mené quelques opérations militaires. En 63, il a été remplacé par Marcus Trebellius Maximus, et a été nommé curateur des eaux de Rome.
En 65, il reçoit les ornements triomphaux, apparemment pour sa fidélité à l'empereur Néron, mais sans doute pour son aide dans la répression de la conjuration de Pison. Selon Brian Jones, Petronius Turpilianus était un partisan des Flaviens.
En mai 68, Néron le nomme à la tête de l'armée qui doit réprimer la révolte de Galba, gouverneur de la province de Tarraconaise. Cependant, à la suite de la trahison de Nymphidius Sabinus et au retournement de la garde prétorienne en faveur de Galba, la situation politique à Rome a évolué et le sénat déclare Néron ennemi public.
Après le suicide de Néron en juin 68, Petrone se retrouve dans une position délicate, vue son ancienne amitié avec Néron. Au cours de sa marche depuis l'Espagne vers Rome, Galba a le fait exécuter sommairement ou lui a ordonné de se suicider, en tant que commandant nommé par Neron.
C'était le fils — peut-être par adoption — de Publius Petronius et de Plautia, sœur de Aulus Plautius, conquérant et premier gouverneur de la province de Bretagne.

### Sources primaires
- Tacite, De vita Agricolae 16; Annales 14:29, 14:39, 15:72; Histoires 1:6, 1:37
- Plutarque, Life of Galba 15
- Frontin, On the Water Supply of Rome 102

### Sources secondaires
- Kevin K Carroll (1979), "The Date of Boudicca's Revolt", Britannia 10, pp. 197-202
- Anthony R Birley (1981), The Fasti of Roman Britain

1. 1 2  Brian Jones, The Emperor Domitian, 1993, Routledge, Londres, p. 10.
2. ↑  Pierre Cosme, L'année des quatre empereurs, Fayard, 2012 (ISBN 978-2-213-65518-5)